# 1707
1707 (MDCCVII) fue un año común comenzado en sábado según el calendario gregoriano.

## Acontecimientos
- 1 de enero: en Portugal, Juan V es coronado rey.
- 1 de mayo:[nota 1] se forma el Reino de Gran Bretaña mediante el Acta de Unión entre Inglaterra y Escocia.
- 3 de marzo: en India, la muerte del emperador Aurangzeb (1618-1707) genera el desmembramiento del Imperio mogol.
- 7 de abril: en Argentina se funda el destacamento militar de Caá Catí, en la Provincia de Corrientes.
- 25 de abril: los partidarios de Felipe V vencen a los del Archiduque Carlos de Austria en una batalla definitiva (Batalla de Almansa) en la Guerra de Sucesión Española.
- 17 de junio: en Játiva (España), las tropas borbónicas asedian la ciudad; después fue incendiada y destruida. Como castigo, Felipe V le cambió su nombre por el de Colonia Nueva de San Felipe.
- 29 de julio: se inicia el asedio de Tolón, que se extiende hasta el 21 de agosto.
- 21 de octubre: Victoria francesa en la Batalla del cabo Lizard.
- 28 de octubre: en el oeste de Japón, se registra un terremoto de 8,7 seguido por un tsunami que deja más de 5.000 víctimas, siendo el segundo terremoto más intenso de la historia de Japón.
- 16 de diciembre: en Japón comienza la última erupción del Monte Fuji.
- En el Virreinato del Perú, Manuel de Oms y de Santa Pau, marqués de Castelldosrius, toma posesión del cargo de virrey.
- Aragón y Valencia firman los Decretos de Nueva Planta.
- Colapso del Reino Lan Xang en la actual Tailandia.

### Acontecimientos en proceso
- En Rusia, la Rebelión de Bulavin, entre 1707 y 1709, de los cosacos del Don contra el zar Pedro I.
- Guerra de Sucesión Española, entre 1701 y 1715.
- Gran Guerra del Norte, entre 1700 y 1721, entre Suecia (entonces dominante en el norte de Europa), y sus vecinos Rusia, Dinamarca-Noruega y la República de las Dos Naciones.

## Arte y literatura
- Alessandro Scarlatti estrena el oratorio Il primo omicidio overo Cain.
- Tomaso Albinoni publica su Op. 5 "12 concerti a cinque"

## Ciencia y tecnología
- Denis Papin presenta su Nouvelle manière pour lever l'eau par la force du feu (Nueva manera de elevar el agua por la fuerza del fuego).

## Nacimientos
- 15 de abril: Leonhard Euler, matemático suizo (f. 1783).
- 22 de abril: Henry Fielding, escritor británico (f. 1754).
- 21 de mayo: Francisco Salzillo, escultor barroco español (f. 1783).
- 23 de mayo: Carlos Linneo, botánico sueco (f. 1778).
- 25 de agosto: Luis I de España, rey (f. 1724).
- 7 de septiembre: Georges-Louis Leclerc, conde de Buffon, matemático, biólogo y cosmólogo francés (f. 1788).

## Fallecimientos
- 3 de marzo: Aurangzeb, último gran emperador del Imperio mongol (1658-1707).
- 6 de abril: Willem van de Velde, el Joven, pintor neerlandés.
- 24 de abril: Walter Charleton, médico y naturalista británico.
- 9 de mayo: Dietrich Buxtehude, compositor danés (n. 1637).
- 24 de diciembre: Noël Coypel, pintor y decorador francés (n. 1628).